# مشعل عبد الله
مشعل عبد الله بلال عبد الله، لاعب كرة قدم قطري معتزل.
كانت بداياتع مع النادي الأهلي و لعب بعدها مع أندية السيلية و الغرافة و قطر و عاد بعدها إلى النادي الأهلي و بعدها إنتقل إلى نادي الوكرة.
و لعب سابقاً مع منتخب قطر لكرة القدم.

## كأس الخليج 2003
و قد سجل هدف في مرمى منتخب اليمن لكرة القدم.

## روابط خارجية
- مشعل عبد الله على موقع قاعدة بيانات كرة القدم.إي يو (الإنجليزية)
- مشعل عبد الله على موقع ناشيونال فوتبول تيمز (الإنجليزية)
- مشعل عبد الله على موقع Soccerway.com (الإنجليزية)
- مشعل عبد الله على موقع عالم كرة القدم.نت (الإنجليزية)